# Dream (personnage)
Pour les articles homonymes, voir Dream.
Dream (parfois traduit Rêve) est un personnage fictif qui est apparu pour la première fois dans le premier numéro de The Sandman, écrit par Neil Gaiman et publié par DC Comics. Il est l'un des sept Éternels, des êtres inconcevablement puissants apparus avant les dieux. Dream est à la fois le seigneur et personnification de tous les rêves et des histoires, c'est-à-dire de tout ce qui n'est pas dans la réalité. Il porte de nombreux noms, dont Morphée et Oneiroi, et son apparence peut changer en fonction de la personne qui le regarde. Dream a été nommé sixième meilleur personnage de bande dessinée par Empire Magazine. Il a également été nommé quinzième dans la liste des 100 plus grands héros de bandes dessinées de l'IGN.
Tom Sturridge incarne Dream dans la série télévisée Sandman sur Netflix.

## Historique des publications
Dream est le protagoniste du roman graphique, The Sandman. Le roman graphique est né d'une proposition de Neil Gaiman de relancer la série The Sandman de DC Comics, écrite par Joe Simon et Michael Fleisher et illustrée par Jack Kirby et Ernie Chua de 1974 à 1976. Gaiman a rapidement commencé à travailler sur une ébauche pour une nouvelle série. Gaiman a mentionné son ébauche en parlant à la rédactrice en chef de DC, Karen Berger. Plusieurs mois plus tard, Berger offre à Gaiman la possibilité de travailler sur un album de bande dessinée. Il n'est pas sûr que sa vision de Sandman soit accepté. Quelques semaines plus tard, Berger demande à Gaiman s'il est intéressé pour faire une série Sandman. Gaiman répond: « J'ai dit: 'Um ... Oui. Oui définitivement. Quel est le piège?' [Berger a dit:] « Il n'y en a qu'un. Nous aimerions un nouveau Sandman. Gardez le nom. Mais le reste ne dépend que de vous. » ». 
Gaiman imagina le nouveau personnage à partir d'une image initiale d'un « homme, jeune, au visage pâle et nu, emprisonné dans une petite cellule, attendant la mort de ses geôliers... mortellement mince, avec de longs cheveux noirs et des yeux étranges. ». Pour la tenue noire du personnage, Gaiman s'est inspiré des kimonos japonais ainsi que de sa propre garde-robe.

## Caractéristiques du personnage

### Apparence
Dream apparaît généralement comme un homme grand et mince avec une peau très pâle, des cheveux noirs et deux étoiles à la place des yeux. Le plus souvent, ils sont argentés, bleus ou blancs, mais quand il se met en colère, ils peuvent devenir rouges.
L'apparence de Dream n'est pas fixe. Il apparait aux gens dans un style approprié à la région et à l'époque dans laquelle il se trouve. Dans Le Songe (son royaume), il est souvent vêtu d'un T-shirt gris et d'un pantalon sombre. Il semble avoir la peau claire lorsqu'il interagit avec des personnages similaires, mais les habitants de la ville africaine primordiale vue dans Récits dans le sable le voient comme sombre. Il apparaît comme un énorme chat noir lorsqu'il s'adresse au chat-pèlerin solitaire de Un rêve de mille chats et comme un dieu à tête de chat lorsqu'il s'adresse à la déesse féline égyptienne Bast. Le Martian Manhunter voit Dream sous la forme d'un crâne martien enflammé et l'identifie comme Lord L'Zoril (divinité martienne du rêve); mais Monsieur Miracle, le regardant au même moment, le voit comme un homme ordinaire. Cependant, dans La Saison des brumes, il apparaît sous la même forme à tous les dieux (Bast commentera: « Je te préfère de loin sous forme de chat, mon vieil ami »). Dans Les Chasseurs de rêves, se passant dans l'ancien Japon, Dream apparaît comme un homme japonais pour un moine bouddhiste et comme un renard pour un Kitsune.
Il porte habituellement une ample cape noire, parfois composé d'un motif de flammes. En combat, il porte un casque fabriqué à partir du crâne et de la colonne vertébrale d'un démon vaincu. Ce casque, qui ressemble à un masque à gaz de la Seconde Guerre mondiale, est aussi le symbole le représentant dans les galeries des Éternels, ainsi qu'apparaissant dans les rêves (et au moins une fois sur le mur de l'escalier) de Wesley Dodds. Son visage et son physique sont basés sur un mélange de Neil Gaiman dans la vingtaine, de Robert Smith, le chanteur du groupe The Cure, et du danseur de ballet Farukh Ruzimatov,. Le visage et l'apparence de Dream sont également basés sur le leader du groupe Bauhaus, Peter Murphy,. En fait, Gaiman a expliqué que Murphy était le modèle original de Dream. Gaiman a également déclaré que l'artiste Dave McKean s'était inspiré de Peter Murphy pour dessiner le visage de Dream sur la couverture la couverture de Sandman # 1,.

### Discours
Le discours de Dream est généralement représenté sous forme de texte blanc dans des bulles noires aux bords ondulés blancs. Le texte est écrit normalement (écriture bicamérale) contrairement au discours des autres caractères, généralement en majuscules.

### Personnalité
Bien qu'il soit finalement un personnage héroïque, Dream est parfois lent à comprendre l'humour, parfois insensible, souvent égocentrique et très lent à pardonner un affront. Il a une longue liste d'amours ratées, et il est à la fois montré et sous-entendu qu'il a puni les femmes de ces histoires. Comme le fait remarquer Mervyn Pumpkinhead : « Il doit être la figure tragique qui se tient sous la pluie, pleurant la perte de sa bien-aimée. Alors la pluie tombe, juste au bon moment. Pendant ce temps, tout le monde fait des rêves pleins d'angoisse existentielle et se réveille en se sentant mal. Et on est tous mouillés. » Vers la fin de l'arc narratif Vies brèves, Desire dit de Dream : « Il est guindé, stupide, et pense tout savoir, et il y a juste quelque chose en lui qui me tape sur les nerfs. ». Il existe une hostilité de longue date entre Dream et Desire, qui découle de l'implication possible de Desire dans l'échec d'un des amours de Dream (vu dans Nuits éternelles). Il est sous-entendu qu'avant son emprisonnement, il était plus cruel et plus aveugle sur ses défauts, et une grande partie de The Sandman est centrée sur son désir d'expier ses actes passés (par exemple, en aidant ses anciennes amantes Calliope et Nada). Dream réagit fortement aux insultes reçues ; il bannit Nada en enfer pour l'avoir rejeté et exprime son indignation lorsque Hob Gadling lui suggère de chercher de la compagnie.
Dream est constamment conscient de ses responsabilités, à la fois envers les autres et envers son royaume, et est appliqué et exigeant dans leurs accomplissements (comme indiqué dans La Saison des brumes, où il est décrit ainsi : "De tous les Éternels, sauf peut-être Destin, il est le plus conscient de ses responsabilités, le plus méticuleux dans leur exécution"). Il partage un lien étroit et réciproque de dépendance et de confiance avec sa sœur aînée, Death. Il s'efforce constamment de se comprendre et de comprendre les autres Éternels, mais il est finalement vaincu par son incapacité à accepter le changement : dans Veillée mortuaire, lorsqu'il est interrogé (par Matthew le corbeau), « Pourquoi est-ce arrivé ? Pourquoi a-t-il laissé faire ? », Lucien répond : « Charitablement... Je pense... que parfois, peut-être, il faut changer ou mourir. Et finalement, il y avait peut-être des limites dans sa capacité à changer. ». Cependant, Death soupçonne que Dream s'est permis de devenir vulnérable aux gens gentils (en quittant son royaume, lorsqu'il a été convoqué par une fée). Cela impliquerait que Dream a suffisamment accepté le changement pour se laisser tuer et renaître en tant qu'autre aspect de lui-même, différent, en toute connaissance de cause. On pourrait toutefois argumenter que toute cette histoire de « mourir et être remplacé par la version Daniel de lui-même » n'était qu'un jeu de rôle de Dream, puisqu'il savait déjà qu'une partie de cette histoire se produirait, lorsqu'il a rencontré le Rêve Daniel et récupéré le Saeculum (les deux événements se déroulant dans Ouverture de The Sandman). Ainsi, le changement n'était peut-être pas un choix, mais une obligation.
Dream est décrit dans La Saison des brumes comme « accumulant des noms autant que les autres se font des amis, mais il se permet quelques amis ». On lui donne plus de noms dans The Sandman que n'importe lequel des autres Éternels, au-delà des nombreuses traductions de « rêve » .

## Le Songe
Dream vit dans un château au cœur de son royaume, « le Songe ». Le château et le reste de son royaume sont modifiables et changent souvent, la plupart du temps selon sa volonté, bien que sa résistance au changement (et sa difficulté à changer) soit un thème récurrent dans la série. Dream maintient le château et le royaume, ainsi tous les aspects de son apparence, dans un état mi-accommodant, mi-terrifiant, admettant simultanément la courtoisie due aux visiteurs et l'attention qui lui est due en tant que maître du royaume, ainsi que le plaisir et la terreur des rêves eux-mêmes.
Dream est le seul des Éternels connu pour peupler son royaume de personnages parlants et animés : une multitude de rêves et de cauchemars qu'il a créés, ainsi que des entités d'autres royaumes. Il s'agit notamment des narrateurs des anciens comics d'horreur de DC, dont Cain et Abel, et de Fiddler's Green, qui imite G. K. Chesterton sous forme humaine. Dream recrute et crée (ou recrée) des serviteurs pour accomplir des tâches qu'il pourrait facilement accomplir lui-même, notamment la réorganisation du château et la garde de son entrée. Bien que cela ne soit pas précisé dans la série, Gaiman a déclaré qu'il a « toujours supposé » que Dream avait été seul dans le Songe et qu'il l'avait peuplé par manque de compagnie.
Après Dream lui-même, l'habitant le plus important du Songe est Lucien, le premier des corbeaux de Dream et maintenant le bibliothécaire du Songe. Dream donne à Lucien l'autorité sur le Songe à plusieurs reprises. Le personnage est apparu à l'origine dans la bande dessinée de DC des années 1970 Tales of Ghost Castle, parue en seulement trois numéros (et a apparemment été tué dans Secrets of Haunted House #44). Lucien et Cain ont une apparence similaire car ils ont été créés par le même artiste.
Les autres habitants notables sont:
- Un épouvantail à tête de citrouille nommé Mervyn qui aide à l'entretien du Songe.
- Un Fée nommé Nuala qui a des affections non réciproques pour Dream et qui joue un rôle involontaire dans sa chute.
- Un corbeau nommé Matthew qui parcourt le monde éveillé (le monde réel) sur ordres de Dream, généralement en tant qu'éclaireur ou espion. Matthew était autrefois un homme mortel (Matthew Cable) et un personnage de Swamp Thing de DC Comics, décédé dans le Songe. Gaiman a utilisé Matthew pour donner certaines informations de base aux lecteurs[15].

Le Songe est également rempli à tout moment de toutes les créatures qui rêvent à ce moment-là, bien que celles-ci apparaissent rarement dans la bande dessinée. Plusieurs bandes dessinées publiées par Vertigo de DC se sont déroulées dans le Songe, notamment la série éponyme (en) (auteur principal Alisa Kwitney).

## Dans d'autres médias

### Livre audio
Le 15 juillet 2020, Audible publie un livre audio de 10 heures 54 minutes intitulé : The Sandman écrit par Gaiman et Dirk Maggs, interprété par Gaiman et les acteurs James McAvoy, Riz Ahmed, Kat Dennings, Taron Egerton, Samantha Morton, Bebe Neuwirth, Andy Serkis, et Michael Sheen. McAvoy a donné sa voix au personnage de Dream. (interprètes de la version originale, en anglais)

### Série Netflix
Une série est annoncée sur Netflix pour 2022. Dream y est interprété par Tom Sturridge.